# William Paredes
William Alberto Paredes Barbudo (Mérida, 9 settembre 1985) è un ex calciatore messicano, di ruolo difensore.

## Carriera

### Club
Ha giocato nella massima serie messicana.

### Nazionale
Il 24 settembre 2008 ha esordito con la nazionale messicana giocando l'amichevole persa 0-1 contro il Cile.

## Statistiche

### Cronologia presenze e reti in nazionale
| Cronologia completa delle presenze e delle reti in nazionale ― Messico | Cronologia completa delle presenze e delle reti in nazionale ― Messico | Cronologia completa delle presenze e delle reti in nazionale ― Messico | Cronologia completa delle presenze e delle reti in nazionale ― Messico | Cronologia completa delle presenze e delle reti in nazionale ― Messico | Cronologia completa delle presenze e delle reti in nazionale ― Messico | Cronologia completa delle presenze e delle reti in nazionale ― Messico | Cronologia completa delle presenze e delle reti in nazionale ― Messico |
| Data                                                                   | Città                                                                  | In casa                                                                | Risultato                                                              | Ospiti                                                                 | Competizione                                                           | Reti                                                                   | Note                                                                   |
| ---------------------------------------------------------------------- | ---------------------------------------------------------------------- | ---------------------------------------------------------------------- | ---------------------------------------------------------------------- | ---------------------------------------------------------------------- | ---------------------------------------------------------------------- | ---------------------------------------------------------------------- | ---------------------------------------------------------------------- |
| 24-9-2008                                                              | Los Angeles                                                            | Messico                                                                | 0 – 1                                                                  | Cile                                                                   | Amichevole                                                             | -                                                                      | 45+1’                                                                  |
| Totale                                                                 |                                                                        | Presenze                                                               | 1                                                                      |                                                                        | Reti                                                                   | 0                                                                      |                                                                        |

## Palmarès

### Club

#### Competizioni nazionali
- Campionato messicano: 2

Monterrey: Apertura 2009, Apertura 2010
- InterLiga: 1

Monterrey: 2010

#### Competizioni internazionali
- CONCACAF Champions League: 1

Monterrey: 2010-2011